# Hai vị Giáo hoàng
Hai vị Giáo hoàng (tựa tiếng Anh: The Two Popes) là một bộ phim chính kịch tiểu sử năm 2019 do Fernando Meirelles đạo diễn và Anthony McCarten viết kịch bản. Bộ phim là tác phẩm chuyển thể từ vở kịch The Pope của McCarten được công diễn tại Nhà hát Royal & Derngate vào năm 2019. Lấy bối cảnh tại Thành Vatican sau vụ Vatileaks, bộ phim xoay quanh Giáo hoàng Biển Đức XVI (Anthony Hopkins) nỗ lực thuyết phục Hồng y Jorge Mario Bergoglio (Jonathan Pryce) không từ chức tổng giám mục để có thể tham gia mật nghị Hồng y vì ông sẽ từ nhiệm giáo hoàng.
Hai vị Giáo hoàng được công chiếu tại Liên hoan phim Telluride vào ngày 31 tháng 8 năm 2019. Bộ phim được phát hành giới hạn tại Hoa Kỳ vào ngày 27 tháng 11 năm 2019 và tại Anh vào ngày 29 tháng 11 năm 2019. Netflix phát hành trực tuyến bộ phim vào ngày 20 tháng 12 năm 2019. Giới phê bình đánh giá cao diễn xuất của Pryce và Hopkins cũng như kịch bản của McCarten. Cả ba đều được đề cử Giải Oscar, Giải Quả cầu vàng và Giải BAFTA.

## Cốt truyện
Tháng 4 năm 2005, Tổng giám mục Buenos Aires, Hồng y Jorge Mario Bergoglio đến Thành Vatican tham gia mật nghị Hồng y sau khi Giáo hoàng Gioan Phaolô II qua đời để bầu giáo hoàng mới. Hồng y Joseph Ratzinger được bầu làm Giáo hoàng Biển Đức XVI, nhưng Hồng y Bergoglio nhận được số phiếu bầu cao thứ hai. Năm 2012, Giáo hội Công giáo vướng vào vụ Vatileaks và Biển Đức XVI bị cáo buộc che đậy vụ việc, làm hoen ố nhiệm kỳ của ông.
Bergoglio gửi đơn từ chức tổng giám mục, nhưng Biển Đức XVI không phản hồi. Khi ông chuẩn bị đến Roma để đích thân nộp đơn từ chức thì ông được triệu tập đến Thành Vatican. Bergoglio gặp Biển Đức XVI tại Cung điện Castel Gandolfo, biệt thự mùa hè của ông. Hai người tranh luận về định hướng của Giáo hội Công giáo trên thế giới. Biển Đức XVI không xem xét đơn từ chức của Bergoglio mà tâm sự về hành trình, sở thích của ông.
Bergoglio kể lại thời thơ ấu và hành trình gia nhập Giáo hội Công giáo. Thời trẻ, ông hủy đính hôn và gia nhập Dòng Tên, trở nên thân thiết với Cha Franz Jalics và Cha Orlando Yorio. Biển Đức XVI bác đơn từ chức của Bergoglio vì dư luận sẽ coi đó là một sự chỉ trích khả năng lãnh đạo của ông và làm suy yếu Giáo hội Công giáo. Biển Đức XVI và Bergoglio tạm gác lại bất đồng và trò chuyện, dần dần trở nên thân thiết hơn với nhau.
Ngày hôm sau, Biển Đức XVI và Bergoglio đến Thành Vatican. Giáo hoàng tiếp tục lảng tránh đơn từ chức của Bergoglio. Tại Phòng Nước mắt trong Nhà nguyện Sistina, Biển Đức XVI tiết lộ cho Bergoglio biết ý định từ nhiệm giáo hoàng. Bergoglio kịch liệt phản đối và khuyên giáo hoàng tiếp tục giữ chức vụ. Biển Đức XVI giải thích rằng Giáo hội Công giáo cần thay đổi và Bergoglio có thể được bầu làm giáo hoàng tại mật nghị Hồng y tiếp theo. Bergoglio bác bỏ khả năng này vì dư luận đã kết tội ông hợp tác với chế độ độc tài quân sự Argentina và ông đã không bảo vệ được Cha Jalics và Yorio trong Chiến tranh bẩn thỉu. Bergoglio đã bị cách chức người đứng đầu Dòng Tên Argentina và bị lưu đày làm linh mục cho người nghèo trong mười năm.
Bergoglio làm hòa với Cha Jalics, nhưng hối tiếc vì chưa bao giờ làm hòa với Cha Yorio. Ông thừa nhận bị ám ảnh ký ức về những hành động của ông trong thời kỳ quân quản. Giáo hoàng an ủi Bergoglio và giải tội cho ông. Biển Đức XVI thú nhận rằng ông hối hận vì đã giữ im lặng về sai phạm tình dục lâu năm của Cha Marcial Maciel và khẳng định mong muốn thoái vị. Bergoglio an ủi Biển Đức XVI và giải tội cho giáo hoàng. Bergoglio rút đơn từ chức lên đường về Argentina.
Năm 2013, Giáo hoàng Biển Đức XVI thoái vị. Bergoglio được bầu làm giáo hoàng mới tại mật nghị Hồng y 2013 và lấy tông hiệu Phanxicô. Trong thông điệp Urbi et Orbi đầu tiên, Giáo hoàng Phanxicô cầu nguyện cho Biển Đức XVI. Hai vị giáo hoàng cùng nhau xem Trận chung kết Giải vô địch bóng đá thế giới 2014 giữa Đức và Argentina.

## Diễn viên
- Jonathan Pryce trong vai Hồng y Jorge Mario Bergoglio, Giáo hoàng Phanxicô tương lai
  - Juan Minujín trong vai Jorge Mario Bergoglio thời trẻ
- Anthony Hopkins trong vai Giáo hoàng Biển Đức XVI
- Luis Gnecco trong vai Hồng y Cláudio Hummes
- Sidney Cole trong vai Hồng y Peter Turkson
- Lisandro Fiks trong vai Cha Franz Jalics
- Maria Ucedo trong vai Esther Ballestrino
- Willie Jonah trong vai Hồng y Francis Arinze
- Thomas D. Williams trong vai nhà báo người Mỹ
- Achille Brugnini trong vai Hồng y Carlo Maria Martini
- Federico Torre trong vai Hồng y Protodeacon Estévez
- Germán de Silva trong vai Cha Yorio
- Libero De Rienzo trong vai Roberto
- Josello Bella trong vai Admiral Massera

## Sản xuất
Ngày 6 tháng 9 năm 2017, Netflix thông báo sẽ sản xuất bộ phim, do Fernando Meirelles đạo diễn và Anthony McCarten viết kịch bản với sự tham gia của Jonathan Pryce và Anthony Hopkins. Quay phim bắt đầu vào tháng 11 năm 2017 ở Argentina. Bộ phim bắt đầu được sản xuất tại Roma vào tháng 4 năm 2018.
Những địa điểm quay phim bao gồm một trại tị nạn ở Roma, một bản sao kích thước thật Nhà nguyện Sistina tại xưởng phim Cinecittà ở Roma, một khu vực bên ngoài Castel Gandolfo, nhiều địa điểm ở Roma làm bối cảnh cho những cảnh quay ở Thành Vatican và những khu người nghèo ở Buenos Aires. Đoàn làm phim dùng công nghệ mô phỏng hình ảnh bằng máy tính để tái hiện Quảng trường Thánh Phêrô.

## Phát hành
Hai vị Giáo hoàng được công chiếu tại Liên hoan phim Telluride vào ngày 31 tháng 8 năm 2019 và cũng được trình chiếu tại Liên hoan phim quốc tế Toronto 2019. Netflix phát hành giới hạn bộ phim ở Hoa Kỳ vào ngày 27 tháng 11 năm 2019 và ở Anh vào ngày 29 tháng 11 năm 2019. Netflix phát hành trực tuyến bộ phim vào ngày 20 tháng 12 năm 2019.

## Đón nhận

### Doanh thu phòng vé
IndieWire ước tính Hai vị Giáo hoàng thu về khoảng 32.000 đô la Mỹ từ bốn rạp chiếu trong tuần đầu công chiếu và tổng cộng 48.000 đô la Mỹ trong năm ngày cuối tuần Lễ Tạ ơn. Bộ phim thu về khoảng 50.000 đô la Mỹ từ 19 rạp chiếu phim trong tuần thứ hai và 200.000 đô la Mỹ từ 150 rạp chiếu phim trong tuần thứ ba. Sau khi được phát hành trên Netflix, bộ phim thu về 90.000 đô la Mỹ từ 44 rạp chiếu phim trong tuần thứ tư.

### Đánh giá chuyên môn
Trên trang web tổng hợp đánh giá Rotten Tomatoes, 89% trong số 229 bài phê bình được xác định là tích cực, với điểm trung bình là 7.3/10.  Nhìn chung các nhà bình luận đều đồng thuận ở nội dung: "Với diễn xuất ăn ý hợp ý của hai diễn viên chính, Hai vị Giáo hoàng tạo nên một bộ phim chính kịch hấp dẫn từ một thời điểm quan trọng trong tôn giáo có tổ chức hiện đại." Trang Metacritic sử dụng công thức bình quân gia quyền, đã chấm bộ phim số điểm 75/100 dựa trên 39 nhà phê bình, cho thấy "nhìn chung là thuận lợi". Tạp chí Variety đánh giá Hai vị Giáo hoàng là "một cú hit bất ngờ" tại Liên hoan phim Telluride, được giới phê bình khen ngợi về sự hài hước và diễn xuất của Pryce và Hopkins.

## Đề cử và giải thưởng
| Giải thưởng                                                | Thời gian                 | Hạng mục                                                 | Đề cử                                                                                | Kết quả   | Nguồn         |
| ---------------------------------------------------------- | ------------------------- | -------------------------------------------------------- | ------------------------------------------------------------------------------------ | --------- | ------------- |
| Giải Oscar                                                 | Ngày 9 tháng 2 năm 2020   | Nam diễn viên chính xuất sắc nhất                        | Jonathan Pryce                                                                       | Đề cử     | [ 23 ]        |
| Giải Oscar                                                 | Ngày 9 tháng 2 năm 2020   | Nam diễn viên phụ xuất sắc nhất                          | Anthony Hopkins                                                                      | Đề cử     | [ 23 ]        |
| Giải Oscar                                                 | Ngày 9 tháng 2 năm 2020   | Kịch bản chuyển thể xuất sắc nhất                        | Anthony McCarten                                                                     | Đề cử     | [ 23 ]        |
| Giải thưởng Điện ảnh Viện Hàn lâm Vương quốc Liên hiệp Anh | Ngày 2 tháng 2 năm 2020   | Phim Anh xuất sắc nhất                                   | - Fernando Meirelles - Dan Lin - Jonathan Eirich - Tracey Seaward - Anthony McCarten | Đề cử     | [ 24 ]        |
| Giải thưởng Điện ảnh Viện Hàn lâm Vương quốc Liên hiệp Anh | Ngày 2 tháng 2 năm 2020   | Nam diễn viên chính xuất sắc nhất                        | Jonathan Pryce                                                                       | Đề cử     | [ 24 ]        |
| Giải thưởng Điện ảnh Viện Hàn lâm Vương quốc Liên hiệp Anh | Ngày 2 tháng 2 năm 2020   | Nam diễn viên phụ xuất sắc nhất                          | Anthony Hopkins                                                                      | Đề cử     | [ 24 ]        |
| Giải thưởng Điện ảnh Viện Hàn lâm Vương quốc Liên hiệp Anh | Ngày 2 tháng 2 năm 2020   | Kịch bản chuyển thể hay nhất                             | Anthony McCarten                                                                     | Đề cử     | [ 24 ]        |
| Giải thưởng Điện ảnh Viện Hàn lâm Vương quốc Liên hiệp Anh | Ngày 2 tháng 2 năm 2020   | Đạo diễn xuất sắc nhất                                   | Nina Gold                                                                            | Đề cử     | [ 24 ]        |
| Giải Lựa chọn của giới phê bình điện ảnh                   | Ngày 12 tháng 1 năm 2020  | Nam diễn viên phụ xuất sắc nhất                          | Anthony Hopkins                                                                      | Đề cử     | [ 25 ]        |
| Giải Lựa chọn của giới phê bình điện ảnh                   | Ngày 12 tháng 1 năm 2020  | Kịch bản chuyển thể hay nhất                             | Anthony McCarten                                                                     | Đề cử     | [ 25 ]        |
| Giải Quả cầu vàng                                          | Ngày 5 tháng 1 năm 2020   | Phim chính kịch hay nhất                                 | Hai Giáo hoàng                                                                       | Đề cử     | [ 26 ]        |
| Giải Quả cầu vàng                                          | Ngày 5 tháng 1 năm 2020   | Nam diễn viên phim chính kịch xuất sắc nhất              | Jonathan Pryce                                                                       | Đề cử     | [ 26 ]        |
| Giải Quả cầu vàng                                          | Ngày 5 tháng 1 năm 2020   | Nam diễn viên điện ảnh phụ xuất sắc nhất                 | Anthony Hopkins                                                                      | Đề cử     | [ 26 ]        |
| Giải Quả cầu vàng                                          | Ngày 5 tháng 1 năm 2020   | Kịch bản hay nhất                                        | Anthony McCarten                                                                     | Đề cử     | [ 26 ]        |
| Giải thưởng phim Hollywood                                 | Ngày 3 tháng 11 năm 2019  | Giải kịch bản Hollywood                                  | Anthony McCarten                                                                     | Đoạt giải | [ 27 ]        |
| Giải Vệ Tinh                                               | Ngày 19 tháng 12 năm 2019 | Bộ phim tốt nhất - phim truyền hình                      | Hai Giáo hoàng                                                                       | Đề cử     | [ 28 ] [ 29 ] |
| Giải Vệ Tinh                                               | Ngày 19 tháng 12 năm 2019 | Nam diễn viên phụ xuất sắc nhất                          | Anthony Hopkins                                                                      | Đề cử     | [ 28 ] [ 29 ] |
| Giải Vệ Tinh                                               | Ngày 19 tháng 12 năm 2019 | Kịch bản chuyển thể hay nhất                             | Anthony McCarten                                                                     | Đề cử     | [ 28 ] [ 29 ] |
| Giải Vệ Tinh                                               | Ngày 19 tháng 12 năm 2019 | Thiết kế trang phục xuất sắc nhất                        | Luka Canfora                                                                         | Đề cử     | [ 28 ] [ 29 ] |
| Giải Vệ Tinh                                               | Ngày 19 tháng 12 năm 2019 | Định hướng nghệ thuật và thiết kế sản xuất xuất sắc nhất | - Mark Tildesley - Saverio Sammali                                                   | Đề cử     | [ 28 ] [ 29 ] |

## Ảnh hưởng
Sau khi Giáo hoàng Phanxicô qua đời vào tháng 4 năm 2025, lượng người xem Hai vị Giáo hoàng trên Netflix tăng đột biến 417%. Conclave, một bộ phim năm 2024 về chủ đề giáo hoàng, cũng tăng lượng người xem trước thềm mật nghị Hồng y 2025. Những nhà phê bình trên tờ báo The New York Times và San Francisco Chronicle giới thiệu hai bộ phim sau khi Giáo hoàng Phanxicô qua đời. Pryce bày tỏ lòng kính trọng đối với cố Giáo hoàng Phanxicô.